# 森美紀
森 美紀（もり みき、1984年6月11日 - ）は、福岡県北九州市出身の元女子競輪選手。旧日本競輪学校（以下、競輪学校）第102期（ガールズケイリン第1期）生。現役時代は日本競輪選手会福岡支部所属（デビュー当初は岡山支部所属）。師匠は柏野智典（競輪学校第88期生）。

## 来歴
旧姓は橋本。北九州高専3年生のとき、アイデア対決・全国高等専門学校ロボットコンテスト（通称:高専ロボコン）で優勝を経験。同校を卒業し、京都にある染色工房に就職した後、ロードバイクを購入。その1か月後にロードレース大会に出場して優勝したことが、後に女子競輪選手を志すきっかけとなった。
その後、結婚、出産を経て、ガールズケイリンの第1期生徒募集が行われることを知り応募、2011年2月25日に競輪学校に合格した。在校競走成績は48戦1勝で第27位。ガールズケイリンの中で数少ない「母親選手」であり、かつデビュー前に既に母親となっていたことが特筆される（ほかに同期の高松美代子もデビュー前に母親となっていた）。
2012年7月1日、ガールズケイリンのオープニング開催場となった平塚競輪場でデビューし4着。初勝利は同年7月3日の同場で挙げた。初優勝は2013年1月4日の平塚で記録。
2013年11月20日、デビューより在籍していた岡山支部から故郷である福岡支部へ移籍。
2019年5月6日、デビュー当時活動拠点としていた玉野競輪場で行われた「F1ナイター・ガッツ玉ちゃん＆大スポ杯」最終日第5レース一般7着をもって引退。当日、直後の第7レース発売中に引退セレモニーが執り行われた。
同年6月3日、選手登録消除。通算戦績444戦25勝、優勝4回。